# Hatsuharu (1933)
El Hatsuharu (初春 primavera temprana?) fue el primer destructor de la Clase Hatsuharu, a la que daba nombre. Sirvió en la Armada Imperial Japonesa durante la Segunda Guerra Mundial. 

## Historia
El 13 de noviembre de 1944, el Hatsuharu fue hundido por un ataque aéreo estadounidense en Manila, Filipinas. Aunque no fue alcanzado directamente, impactos indirectos provocaron inundaciones e incendios, tras lo que se hundió en aguas poco profundas de la bahía de Manila en la posición (14°35′N 120°50′E / 14.583, 120.833).